# フラッシュサプレッサー

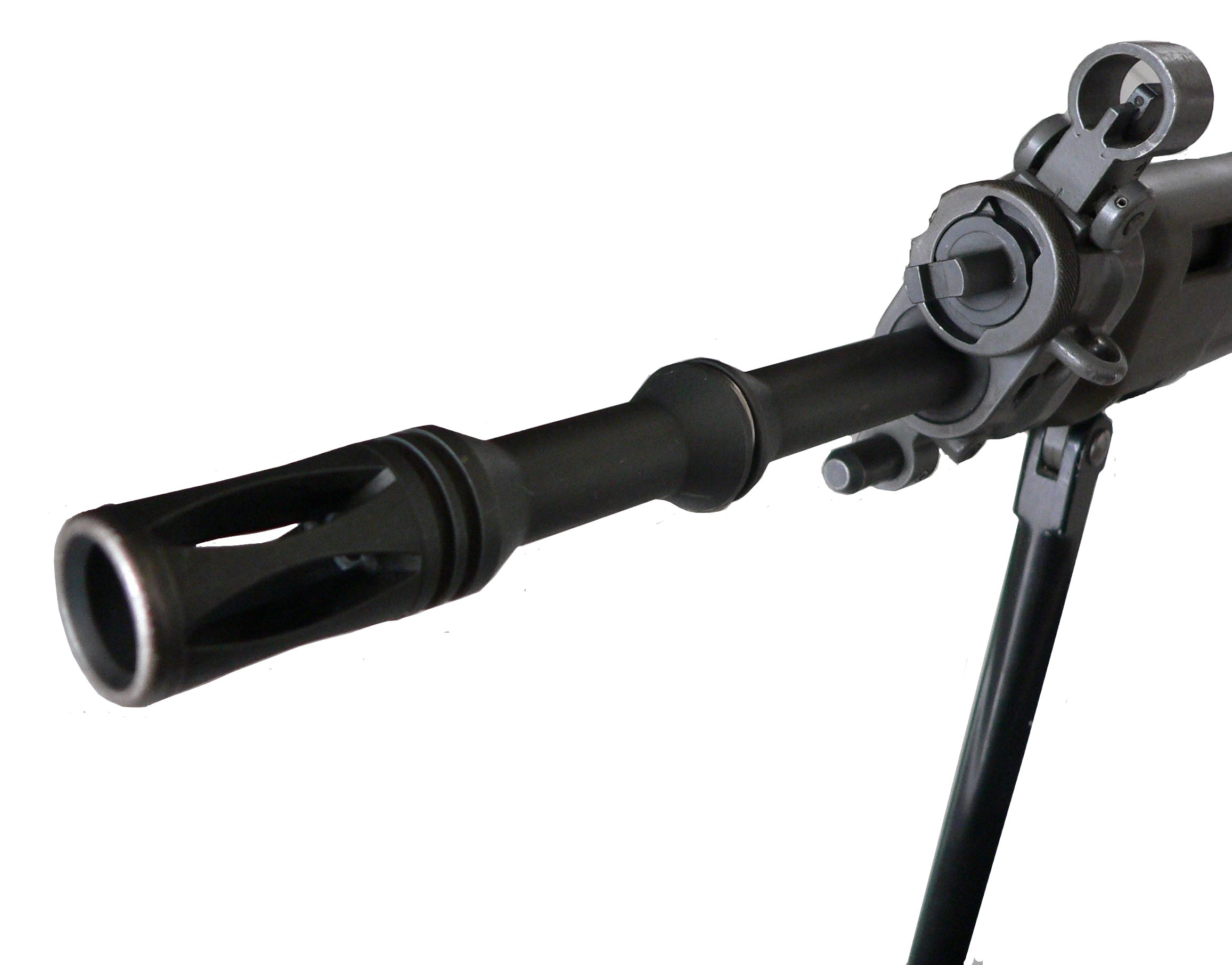
銃口先端に付いている穴の空いた装置が（バードケージ：鳥カゴ型）フラッシュサプレッサー（SIG SG550）

フラッシュサプレッサー（英: flash suppressor）は、銃身の先端に装着し、発火炎（マズルフラッシュ）の発生を抑制する装置である。フラッシュハイダーとも呼称される。主に軍用の銃器に装備される。日本語では「消炎器」などと呼称される。
フラッシュサプレッサーと同様、銃身先端に装着するものにマズルブレーキがあるが、目的や効果は異なる。ただし、現代の小火器においてはマズルブレーキとフラッシュサプレッサーの機能を兼用した設計のものが多い。

## 概要

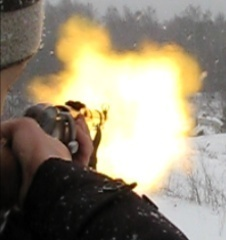
フラッシュサプレッサーを有さない小銃（モシン・ナガン KO-44）の発火炎

銃身長の長い銃器や装薬量の少ない弾薬の場合、弾丸が銃口を離れるまでに発射火薬はほぼ燃焼し終わり、銃口からはおおよそ発射煙や若干の燃えカスのみが排出される。しかし、銃身長の短い銃器や装薬量の多い弾薬の場合では、発射火薬が銃口を出た後にも燃焼を続け、球状の発火炎となる。この発火炎は夜間射撃の際には射手の視界を妨げて暗順応を破壊し、射撃能力や照準能力の低下を招く。また、夜間戦闘時は特に発火炎により、敵に発射位置が判明しやすくなる。フラッシュサプレッサーは、上記の問題を軽減するために考案された。

## 原理
フラッシュハイダーは、ガスがバレルの先端を離れる瞬間にガスを急速に冷却させることにより、発火炎を抑制またはゼロにする。銃口から出る燃焼火薬の総量はフラッシュサプレッサーの有無で変わらないものの、大きな開口部に発射ガスを分散させることによる圧力低下で、ガス密度が大幅に低下する。圧力低下による温度低下（断熱膨張）と外気による冷却により、フラッシュの明るさが低減する。

## 機能

### 初期

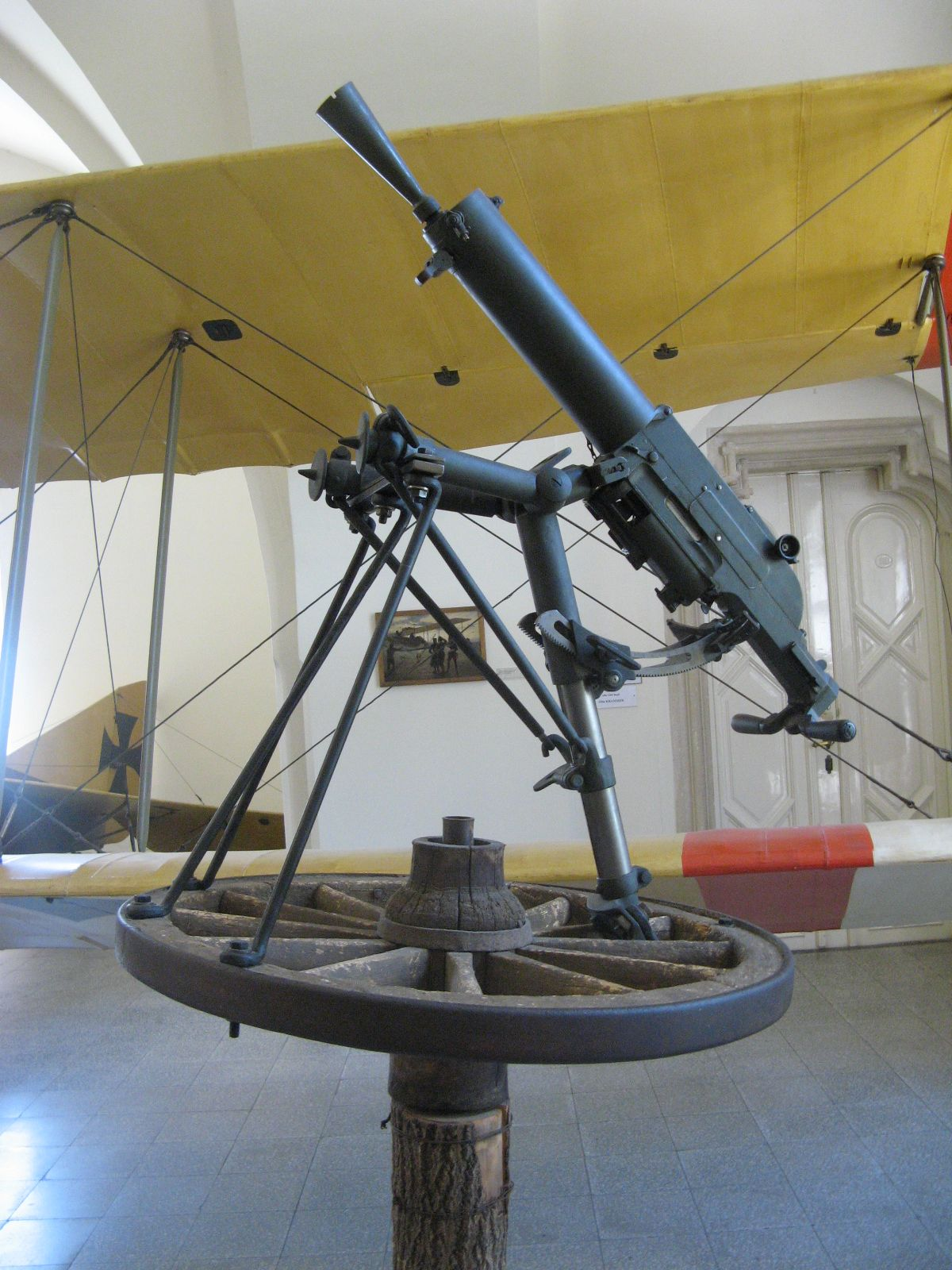
シュワルツローゼ重機関銃の銃身先端に装備された円錐形状のフラッシュハイダー

初期は円錐形の漏斗状のものが多く、これらは一般的にはフラッシュサプレッサーではなくフラッシュハイダーと呼称される。また、円錐形であることから、マズルコーンもしくはフラッシュコーンとも呼称される。
この形状のものは、銃口から弾丸が離れた後に出てくる燃焼ガスを、漏斗形状の内部の空間で燃やすことで発火炎の発生を抑制し、射手から発火炎を見えにくくする構造となっている。また、メガホンと同じように発射音の拡散を前方に限定し、射手の耳への負担を軽減する効果もある。大型になりやすいことや機能が限定され、敵の方向に対して発火炎を隠せないことなどから、第二次世界大戦以降の装備例は少ない。
装備例としては、ブレン軽機関銃、Rifle No.5 Mk 1 "ジャングル・カービン、M1ライフル（追加装備）、M1カービン（追加装備）、九九式軽機関銃、DP28軽機関銃などが挙げられる。

### 第二次世界大戦以降

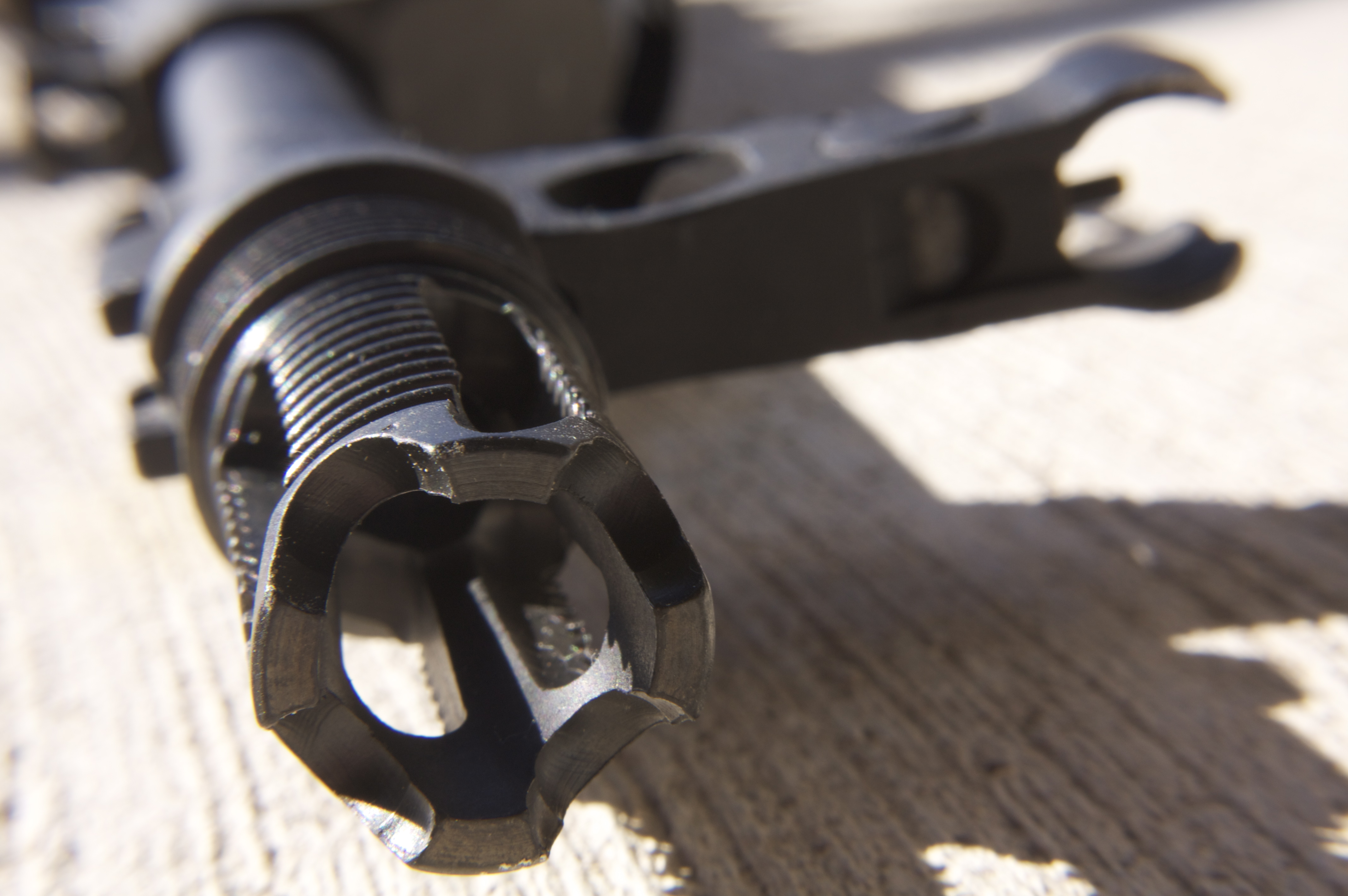
ツァスタバ M70Bのフラッシュサプレッサー

第二次世界大戦以降は、銃身径より若干大きい円筒形で左右、または周囲に複数のスリットや穴を設けた形状のものが一般的となった。
この形状のものは、燃焼ガスをスリットや穴から分散して放出し、急速に冷却することで密度と温度を大幅に低下させ、発火炎の発生を抑える構造となっている。前方が開口しているスリット形状のものも存在するが、この形状の場合にはスリットに異物が挟まったり、外部からの力によって変形しやすいなどの問題もあるため、前方をつなげて鳥かご形状にしたものの採用が多くなっている。呼称としては、フラッシュサプレッサー、フラッシュハイダー共に区別なく使用されている。
また、この形状のフラッシュサプレッサーでは発射ガスが周囲に拡散されるため、反動を軽減する効果もある。反面、発射ガスの拡散によって発砲音は大きくなる傾向にある。また、上方にのみスリットを設けることでコンペンセイターとしての役割も持つM16A2のフラッシュサプレッサーのように複数の役割を持ったものも多く、フラッシュサプレッサーとマズルブレーキの機能が統合された「消炎制退器」も存在する。NATO諸国および西側各国で使用されているアサルトライフルではフラッシュサプレッサーの外径を22mmにしたものを採用し、ライフルグレネードのランチャーを兼用している例が多い。
装備例としては、M16、AK-74、89式5.56mm小銃などが挙げられる。